# Pro hac vice
Pro hac vice (z łac. w tej turze, w tym przypadku, jest a nie jest) − zwrot łaciński używany w nomenklaturze prawnej i kościelnej.

## W dziedzinie prawa
Zwrot pro hac vice odnosi się do sytuacji, w której adwokat zostaje dopuszczony do wypełnienia swoich obowiązków na jakimś określonym terenie niebędącym zwyczajowym obszarem jego jurysdykcji.

## W nomenklaturze kościelnej
Zwrot pro hac vice (dopuszczony do godności i stopnia, ale nie używający np. stroju) używany jest w sytuacji, kiedy kardynał diakon zostaje wyniesiony do stopnia kardynała prezbitera, zachowując dotychczasowy kościół tytularny. Mówi się wówczas, iż jego diakonia została pro hac vice wyniesiona do wyższej rangi.
Do grudnia 1988 termin ten był też używany w sytuacji, gdy arcybiskupowi przydzielano stolicę tytularną w dotychczasowej randze biskupstwa. Stolica ta była więc pro hac vice wynoszona do rangi arcybiskupstwa. Obecnie wynosi się osobę, mianując ją arcybiskupem ad personam i pozostawiając biskupstwo w dotychczasowej randze.
Władze kościelne w 1946 powiązały funkcję prymasa Polski pro hac vice z osobą metropolity warszawskiego.